# 두루마기

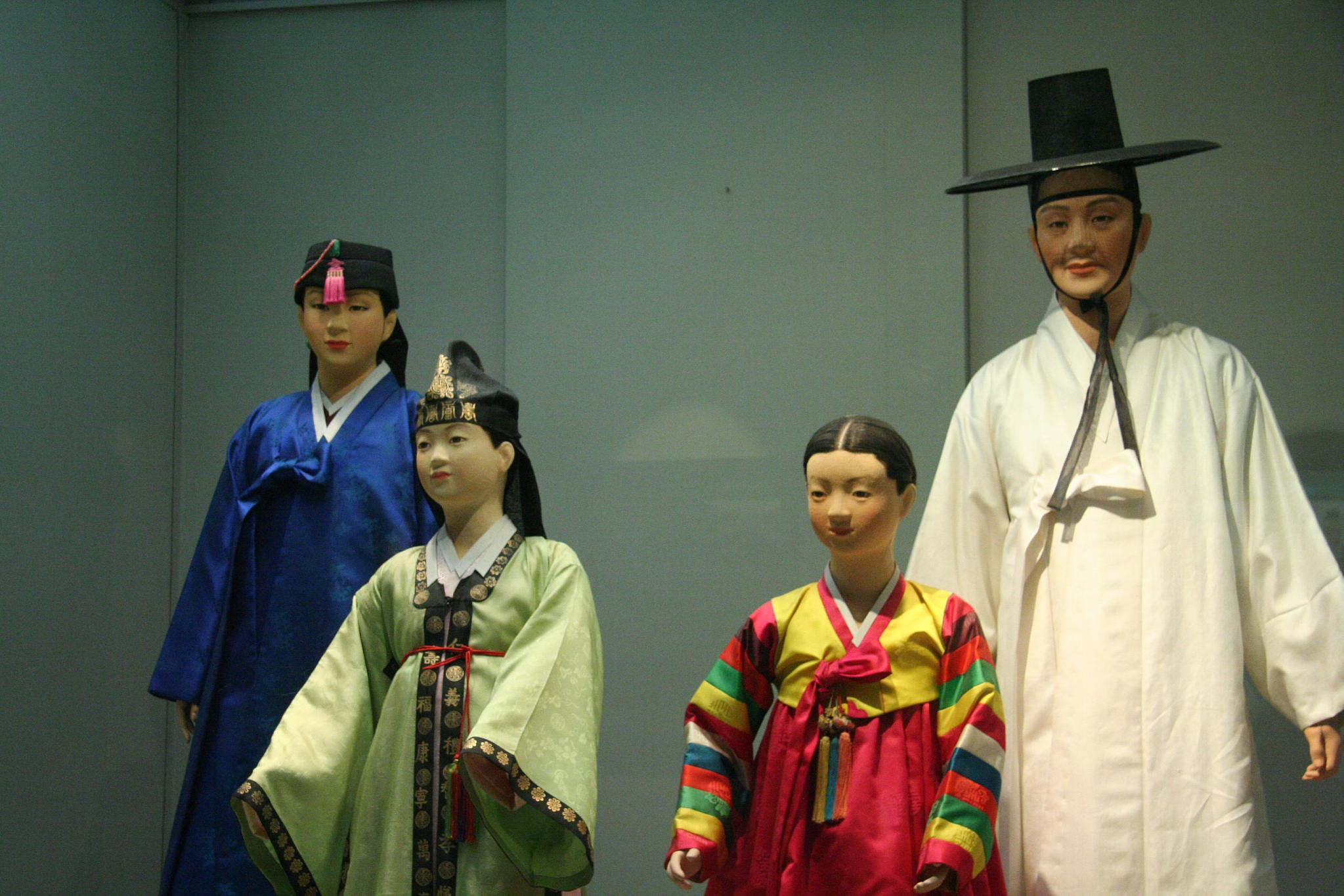
두루마기(파란 옷, 흰 옷)

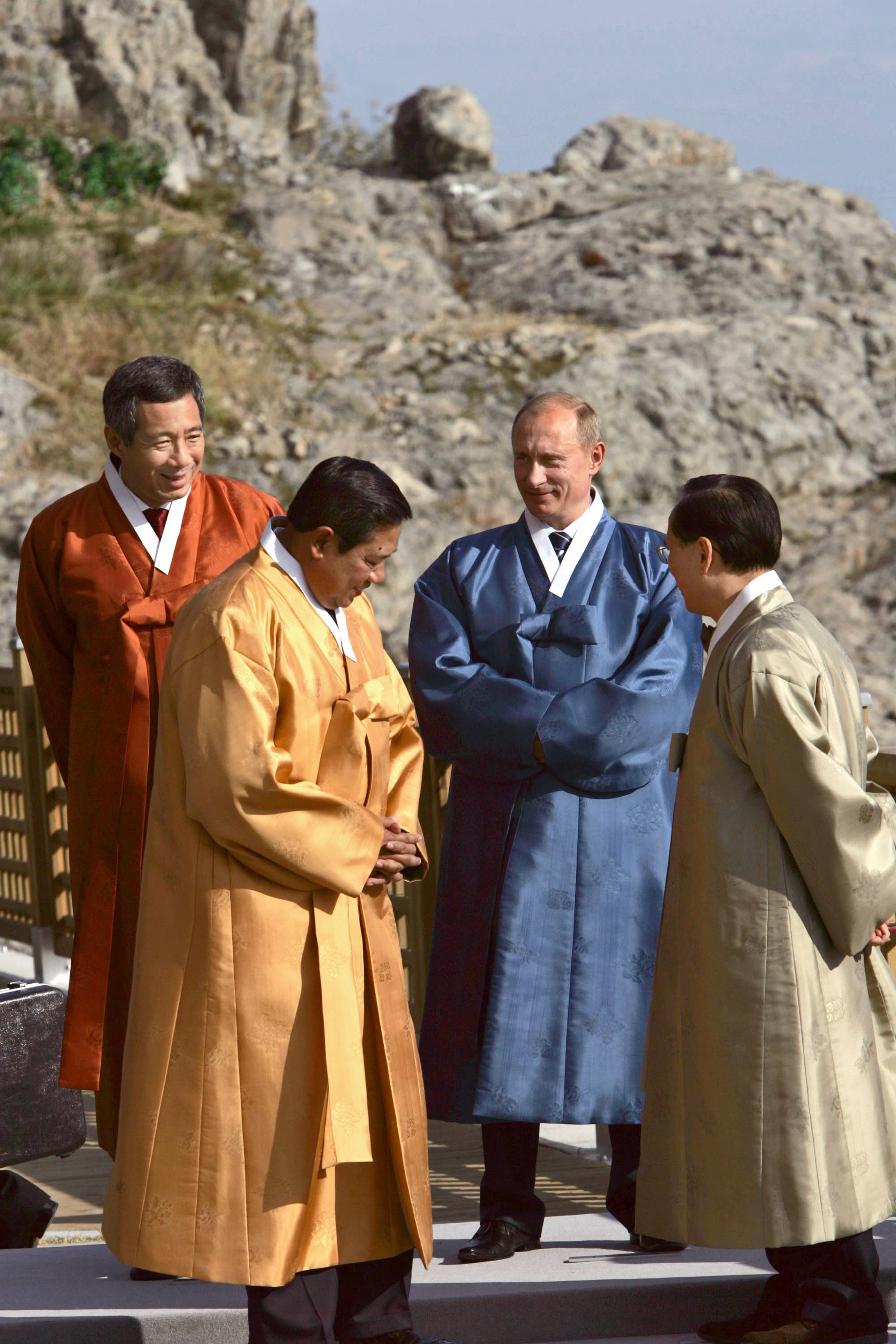
2005년 APEC 회의에서 두루마기를 입은 블라디미르 푸틴 등 세계 정상들.

두루마기는 한국 고유의 웃옷이다. 주 용도는 외출할 때 입는다. 옷자락이 무릎 아래까지 내려온다. 다른 이름으로는 주의(周衣)로도 읽는다. 두루마기는 '주위가 모두 닫혀 있다'는 뜻이며 추위를 피하기 위해서 뿐 아니라 의례적인 용도로도 쓰인다.

## 기원
고려시대 몽골의 영향으로 외형상의 변화가 생겼지만 그 시초는 고구려시대로 거슬러 올라간다. 허리띠의 형태가 바뀌었을 뿐만 아니라, 전통적인 짧은 길이와 넓은 소매가 길어지고 좁혀졌는데 여기서 두루마기라는 이름이 유래되었다고 한다.

## 같이 보기
- 도포
- 곤룡포
- 한복
- 전복 (복식)
- 까치 두루마기
- 포 (옷)
- 사규삼

## 참고 자료
- 이 문서에는 다음커뮤니케이션(현 카카오)에서 GFDL 또는 CC-SA 라이선스로 배포한 글로벌 세계대백과사전의 내용을 기초로 작성된 글이 포함되어 있습니다.

1. ↑  “두루마기”. 2019년 4월 7일에 확인함.